# Blaser R93 Tactical
Blaser R93 Tactical là một khẩu súng bắn tỉa bolt-action của Đức, dựa trên thiết kế của Blaser R93. Nó được sử dụng bởi lực lượng cảnh sát Đức và Hà Lan cũng như quân đội Úc và các đơn vị cảnh sát đặc nhiệm khác. Súng được sản xuất bởi Blaser của Đức.

## Biến thể
Nguồn:
R93 Tactical (thế hệ đầu) (1993 đến 1997)Khung thân làm bằng vật liệu tổng hợp. Còn được dùng với định danh là R93 UIT dành cho cuộc thi UIT (sau này là ISSF) và R93 CISM dành cho các cuộc thi CISM. Nó có  một băng đạn rời hai hàng 10 viên. Khung và nòng súng tương thích với phiên bản R93 gốc.
R93 Tactical LRS2 (1997 đến 2005)Có băng đạn rời 5 viên. Thế hệ thứ hai là phiên bản gia cường độ bền, còn được gọi là Long Range Sporter 2 (LRS-2). Sử dụng thiết kế băng đạn mới; một số cỡ đạn khác nhau có thể yêu cầu loại băng đạn riêng. LRS là viết tắt của Long Range Sporter, nhưng mẫu này đôi khi cũng được gọi là LRT (Long Range Tactical).
R93 Tactical LRS2 .338LMPhiên bản khung lớn để hỗ trợ đạn .338 Lapua Magnum.
Blaser R93 Tactical 2 (2005 đến nay)Phiên bản khung lớn, hỗ trợ các loại đạn : .223 Rem, .308 Win, .300 WinMag, .338LM.
R93 Duo.  HamedSúng trường hai nòng cạnh nhau được sản xuất để đặt hàng cho Hamed bin Zayed Al Nahyan.
Hệ thống săn súng ngắn R93Một khẩu R93 cực ngắn với nòng 36 cm và chỉ có báng súng lục (không có báng).

## Các quốc gia sử dụng
- Argentina: Được sử dụng bởi cơ quan thực thi pháp luật ở Argentina.
- Hoa Kỳ: Được sử dụng bởi Cảnh sát bang New Jerseyư
- Úc: Được sử dụng bởi Lực lượng Quốc phòng Úc và các Nhóm Cảnh sát Chiến thuật khác nhau.
- Brazil:  Được sử dụng bởi Comando de Operações Táticas (COT) Lực lượng chống khủng bố của Cảnh sát Liên bang.
- Bulgaria: Được sử dụng bởi Lực lượng đặc biệt của lực lượng vũ trang Bulgari.
- Đan Mạch: Được sử dụng bởi AKS Đan Mạch và Lực lượng cảnh sát đặc biệt.
- Pháp: Được sử dụng bởi đơn vị đặc biệt của Quận de Police de Paris tên là "Brigade d'Intervention".
- Đức: Được sử dụng bởi Cảnh sát Đức
- Iceland: Được sử dụng bởi Cảnh sát Iceland.
- Malaysia: Được sử dụng bởi Lực lượng chống khủng bố Pasukan Khas Udara (PASKAU) của Lực lượng Không quân Hoàng gia Malaysia và Cơ quan Đặc nhiệm và Cứu hộ Hàng hải Malaysia.
- Hà Lan: Được sử dụng bởi Cảnh sát Hà Lan.
- Ba Lan: Được sử dụng Bộ đội Biên phòng Ba Lan.
- Nga: Được sử dụng bởi Dịch vụ Bảo vệ Liên bang và FSB
- Slovenia: Được sử dụng bởi lực lượng cảnh sát đặc biệt Slovenia.
- Ukraine: Được sử dụng bởi đơn vị đặc biệt của Cơ quan An ninh Ukraine tên là "A Group".
- Vương quốc Liên hiệp Anh và Bắc Ireland: Được sử dụng bởi ít nhất một Lực lượng Cảnh sát Vương quốc Anh - đặc biệt là Cảnh sát Avon và Somerset